# Герб Перечина
Герб Пере́чина затверджений 1999 р. рішенням Перечинської міської ради.

## Опис
У зеленому щиті зі срібною хвилястою базою на тлі злиття двох синіх річок брунатне букове дерево, що вкоренилося в ґрунт, зі срібною кроною і п'ятьма (три над двома) зеленими листками. В базі чорне число «1399» — рік першої згадки про місто. Над щитом — стилізований напис «ПЕРЕЧИН».
Сині смужечки на гербі символізують злиття двох річок на території міста Ужа і Тур’ї.

## Історія

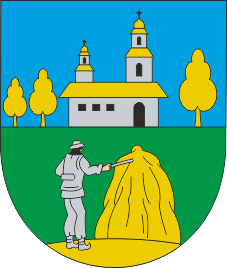
Герб 1823 року

Щит перетятий лазуровим і зеленим. У першій частині срібна церква із золотими покрівлями і куполами, що супроводжується праворуч двома, а ліворуч одним золотими різновисокими деревами. У другій частині на золотій землі селянин у срібному капелюсі, одязі та взутті складає золоту копицю сіна.